# محمود عمار
محمود حسين درويش عمار (1920 - 2010)، من مواليد برج البراجنة، محامٍ ونائب ووزير لبناني سابق، من أركان حزب الوطنيين الأحرار، شارك في تأسيس المجلس الإسلامي الشيعي الأعلى كانت تربطه صداقة وطيدة بالإمام السيد موسى الصدر.

## دراسته وعمله
درس علومه الأولية في مدرسة الشياح والمتوسطة والثانوية في مدرسة الحكمة، ثم في الجامعة اليسوعية حيث نال الإجازة في الحقوق عام 1944، وبدأ حياته المهنية مساعداً قضائياً في مجلس شورى الدولة ثم مارس مهنة المحاماة على مدى سنوات طويلة، وانتخب رئيسًا لبلدية برج البراجنة عام 1952 ـ 1962.

## في النيابة والوزراة
انتخب محمود عمار نائبًا عن دائرة بعبدا في دورة 1957 وكذلك أعيد انتخابه في دورات الأعوام 1960 - 1964 - 1968 - 1972 واستمر نائبا في المجلس النيابي حتى سنة 1992. وقد بقي نائبا لأكثر من 35 سنة.
وبعده تولى النيابة عن قضاء بعبدا (المقعد الشيعي) ابن أخيه علي عمار.
عُيّن وزيراً للإعلام في تشرين الأول 1974 في حكومة الرئيس رشيد الصلح، ثم وزير دولة في تشرين الأول 1980 في حكومة الرئيس شفيق الوزان، ثم عين وزيرا للموارد المائية والكهربائية.

## في السياسة
كان أحد النواب البارزين في وضع أسس بنود اتفاق الطائف عام 1989، وكان عضواً في «حزب الوطنيين الأحرار» حيث كانت تربطه علاقة مميزة مع الرئيس كميل شمعون. وهو من المشاركين في تأسيس المجلس الإسلامي الشيعي الأعلى مع آخرين، انتخب عام 2010 رئيسا لرابطة النواب السابقين بعد أن كان قد شغل منصب نائب الرئيس فيها سنوات عدة.

## اسرته
متأهل من السيدة عفت أحمد بعجور ولهما ستة أبناء: حسين، أحمد، محمد، حسن، علي وعماد.

## وفاته
توفي في 25 أيار من العام 2010 ودفن في مسقط رأسه في برج البراجنة.